# South Central Cartel
South Central Cartel è un gruppo musicale gangsta rap statunitense di Los Angeles. Tra i brani da loro resi popolari "U Gotta Deal Wit Dis", "Pops Was a Rolla", "Ya Getz Clowned", "Gang Stories", "Servin 'Em Heat", "Knocc on Wood" (Remix), e "All Day Everyday".

## Storia del gruppo
Tra i gruppi che nei primi anni 1980 seguirono l'influsso del West Coast gangsta e del suono degli NWA, il South Central Cartel fece la sua prima apparizione con l'album di debutto South Central Madness nel 1991, anticipando una serie di dischi usciti lungo tutto il decennio, fatti di fedele osservanza del loro stile. Dopo l'uscita del secondo disco, 'N Gatz We Truss del 1994, che generò parecchio interesse della scena underground appassionata di gangsta, la Def Jam Recordings mise sotto contratto il gruppo che ebbe il massimo successo commerciale con All Day Everyday del 1997.
Durante lo stesso periodo, i leader del gruppo, Havoc e Prodeje realizzarono una serie di album con la Pump Records, costruendosi una nicchia di appassionati ascoltatori del genere. Nonostante lo scarso successo ottenuto dai successivi dischi pubblicati sino al 2006, la band rimane tra le pioniere del genere west coast assieme a NWA, Compton's Most Wanted, e Above the Law.

## Discografia

### Album
| Anno | Titolo                              | Posizione     | Posizione              |
| Anno | Titolo                              | Billboard 200 | Top R&B/Hip hop albums |
| ---- | ----------------------------------- | ------------- | ---------------------- |
| 1991 | South Central Madness               | -             | #51                    |
| 1994 | 'N Gatz We Truss                    | #32           | #4                     |
| 1997 | All Day Everyday                    | #178          | #35                    |
| 1999 | Concrete Jungle Vol. 1              | -             | -                      |
| 2001 | Gangsta Conversation                | -             | -                      |
| 2002 | We Have the Right to Remain Violent | -             | -                      |
| 2003 | South Central Hella                 | -             | -                      |
| 2005 | Westurrection                       | -             | -                      |
| 2006 | Random Violence                     | -             | -                      |
| 2006 | Tha Hoodz in Us                     | -             | -                      |

### Singoli
| 1991                                            | "U Gotta Deal Wit Dis (Gangsta Luv)" | #30            | -   | South Central Madness |      |                   |   |   |                  |
| 1991                                            | "Ya Getz Clowned"                    | -              | -   | South Central Madness |      |                   |   |   |                  |
| 1991                                            | "Pops Was a Rolla"                   | #19            | -   | South Central Madness | 1994 | "Servin' Em Heat" | - | - | 'N Gatz We Truss |
| 1991                                            | 1994                                 | "Gang Stories" | #12 | #63                   |      |                   |   |   | 'N Gatz We Truss |
| "It's a S.C.C. Thang" (featuring The Chi-Lites) | 1994                                 | -              | -   |                       |      |                   |   |   | 'N Gatz We Truss |
| "Seventeen Switches"                            | 1994                                 | -              | -   |                       |      |                   |   |   | 'N Gatz We Truss |
| 1997                                            | "All Day Everyday"                   | -              | -   | All Day Everyday      |      |                   |   |   |                  |
| 1997                                            | "S.C.G.'z"                           | -              | -   | All Day Everyday      |      |                   |   |   |                  |

### Altre pubblicazioni
- Big Prodeje - Hood Music (2004)
- Big Prodeje - Random Violence (2004)
- Big Prodeje - If the Chucc Fits, Wear It! (2005)
- Big Prodeje - Hood 2 Da Good (2007)
- Hava Rochie - Self Made Legend: It's My Time to Shine (2000)
- Havoc & Prodeje - Livin' in a Crime Wave (1993)
- Havoc & Prodeje - Kickin' Game (1994)
- Havoc & Prodeje - Truez Neva Stop (1997)
- L.V. - I Am L.V. (1996)
- L.V. - How Long (2000)
- L.V. & Prodeje - The Playground (2002)
- Murder Squad - S.C.C. Presents Murder Squad Nationwide (1995)
- Sh'Killa - Gangstrez from da Bay (1996)
- Young Murder Squad - How We Livin' (1996)
- Young Murder Squad - Don't B Scared (2003)
- Young Prodeje - Diablo Flame-On (1998)
- Young Rome & Skeem - The War is On (1997)